# Saint-Amand (Manche)
Saint-Amand is een plaats en voormalige gemeente in het Franse departement Manche in de regio Normandië en telt 2003 inwoners (1999). De plaats maakt deel uit van het arrondissement Saint-Lô.

## Geschiedenis
De gemeente maakte deel uit van het kanton Torigni-sur-Vire tot dat op 22 maart 2015 werd samengevoegd met het kanton Tessy-sur-Vire tot het kanton Condé-sur-Vire. Op 1 januari 2016 fuseerde de gemeente Placy-Montaigu tot de commune nouvelle Saint-Amand-Villages, waarvan Saint-Amand de hoofdplaats werd.

## Geografie
De oppervlakte van Saint-Amand bedraagt 29,1 km², de bevolkingsdichtheid is 68,8 inwoners per km².
De onderstaande kaart toont de ligging van Saint-Amand (Manche) met de belangrijkste infrastructuur en aangrenzende gemeenten.

## Demografie
Onderstaande figuur toont het verloop van het inwonertal (bron: INSEE-tellingen).